# جيمس جي. راندال
جيمس جي. راندال (بالإنجليزية: James G. Randall)‏ هو مؤرخ أمريكي، ولد في 4 يونيو 1881 في إنديانابوليس في الولايات المتحدة، وتوفي في 20 فبراير 1953.